# Dufourea megamandibularis
Dufourea megamandibularis là một loài Hymenoptera trong họ Halictidae. Loài này được Wu mô tả khoa học năm 1983.